# Suid-Afrikaanse Vrouefederasie
Suid-Afrikaanse Vrouefederasie (SAVF) ('South African Women's Federation') är en sydafrikansk välgörenhets- och kulturorganisation, grundad 1904. Den ägnade sig från början åt socialt arbete och erbjöd yrkeskurser, sjukvård och andra sociala tjänster åt behövande. 